# Automotrice FIAT ALn 668.1999
ALn 668.1999 era la denominazione provvisoria assegnata al primo dei due prototipi FIAT tipo 7170, realizzato nel 1968 su iniziativa della FIAT Sezione Materiale Ferroviario per verificare sul campo le molteplici novità progettuali, sia estetiche che funzionali, sviluppate tra il 1966 e il 1967 in accordo con la politica di continuo aggiornamento tecnologico che la casa costruttrice torinese aveva adottato per le proprie automotrici.
Verso la metà degli anni sessanta del XX secolo, la diffusione delle automotrici Diesel ALn 668, di cui era già in servizio un cospicuo numero di unità, e la conseguente acquisizione di esperienze costruttive e di esercizio spinsero i tecnici FIAT a ripensarne radicalmente la struttura e i carrelli, di cui la prima richiedeva maggior robustezza e semplicità costruttiva e i secondi necessitavano di superare i limiti di confortevolezza e manutenzione che ormai non ne consentivano ulteriori miglioramenti.
I principali interventi che caratterizzarono i due prototipi FIAT 7170 riguardarono i carrelli, la struttura del telaio, l'isolamento termo-acustico e l'aspetto esteriore.
Nonostante l'esito positivo delle prove funzionali, svolte tra il 1968 e il 1969 contemporaneamente alla costruzione delle ALn 668.1600, le FS decisero di non procedere all'ordinazione dell'ALn 668.1999 e del previsto prototipo gemello, giudicandone le caratteristiche troppo esuberanti per un veicolo destinato alle linee secondarie, determinando la vendita dei due prototipi FIAT 7170 alla Ferrovia Suzzara Ferrara (FSF) nel 1970.
L'evento poco noto, ma che rese tecnicamente e storicamente importante l'ALn 668.1999, fu il suo impiego nel periodo immediatamente precedente alla sua vendita alla FSF in una serie di corse di prova sulla linea Bra-Ceva, per le quali l'automotrice venne equipaggiata con un simulatore di assetto variabile, costituito da uno speciale sedile inclinabile, che fornì alla FIAT Sezione Materiale Ferroviario tutti i dati che resero possibile il successo nello sviluppo degli elettrotreni della famiglia Pendolino.

## Storia
Nell'aprile del 1966, mentre la consegna delle ALn 668.1500 commissionate alla casa torinese era ben oltre la metà, la FIAT Sezione Materiale Ferroviario, forte delle esperienze costruttive e di esercizio maturate con la realizzazione di un numero ormai cospicuo di queste automotrici, decise in autonomia di avviare gli studi e la progettazione del nuovo tipo 7170, con cui si prefiggeva di aggiornare la struttura e i carrelli delle proprie automotrici.
Di questo nuovo modello era prevista la realizzazione di due prototipi che, secondo le intenzioni della casa costruttrice, avrebbero dovuto entrare a far parte della serie di ordini per complessive 140 automotrici ALn 668 (105 assegnate a FIAT Materfer e 35 a Breda Pistoiesi) che le Ferrovie dello Stato si accingevano a emettere con i fondi del piano decennale di sviluppo 1962-1972.
Il primo prototipo 7170, realizzato nel 1968, fu immatricolato provvisoriamente nel parco FS come veicolo privato con la classificazione ALn 668.1999 e assegnato temporaneamente al DL di Asti per l'effettuazione delle prove che si svolsero, tra il 1968 e il 1969, sia sulle linee afferenti alla città piemontese che presso il Servizio Materiale e Trazione FS di Firenze.
L'automotrice ALn 668.1999 fu poi utilizzata dalla FIAT, nel 1969, sulla linea Bra-Ceva per una serie di corse mirate alla sperimentazione di un simulatore di assetto variabile concettualmente identico a quello che avrebbe equipaggiato la futura famiglia di elettrotreni Pendolino, ma limitato a operare su un singolo sedile mantenendo fisso l'assetto dell'automotrice.
Nonostante il buon esito delle prove funzionali svolte ad Asti e a Firenze, le FS, coerentemente con il loro atteggiamento verso questo gruppo di veicoli destinati alle linee secondarie, per i quali avevano sempre mostrato una cauta apertura verso le innovazioni meccaniche e una chiusura pressoché totale, motivata evidentemente da ragioni economiche, verso l'estetica e gli arredamenti interni, decisero di non procedere all'acquisto dell'ALn 668.1999 e del secondo prototipo 7170 messo in cantiere dalla FIAT.
Al termine delle prove l'ALn 668.1999 fu sottoposta a un'approfondita revisione e venduta dalla FIAT alla Ferrovia Suzzara Ferrara (FSF) assieme al secondo prototipo FIAT 7170 appositamente approntato.
Nella primavera del 1970 le due automotrici tipo 7170 furono inviate al DL di Sermide della FSF, dove furono immatricolate ALn 668.11 (la ex ALn 668.1999) e ALn 668.12 e impiegate regolarmente in estate sull'itinerario Bergamo-Verona-Rimini-Pesaro con l'espresso 1903/1904 Freccia Orobica, al quale ben si adattavano le loro doti di potenza, velocità e confortevolezza di viaggio.
Nel maggio 2015 le due unità risultavano accantonate.

## Caratteristiche
Anche se non vennero acquistati dalle FS, l'automotrice ALn 668.1999 e il secondo prototipo tipo 7170 costituirono un'esperienza molto importante per la FIAT Materfer, presentando molteplici novità che diedero luogo a sviluppi anche molto importanti.
L'impiego sempre più numeroso e costante di questo gruppo di automotrici spinse infatti la FIAT, verso la fine degli anni sessanta, a rivederne alcune caratteristiche di comfort, resistenza e semplicità costruttiva, intervenendo in particolare sulla struttura del telaio, sull'isolamento termo-acustico, sui carrelli e sull'aspetto esteriore.
Le innovazioni apportate rispetto alle ALn 668.1500 riguardavano:
- l'introduzione di carrelli di nuova concezione con telaio a doppio collo di cigno, sospensione secondaria a molle flexicoil e unità frenanti monoblocco tipo bloc-frein;
- l'irrobustimento del veicolo con l'adozione del pavimento integrale in lamiera grecata e la riduzione da quattro a tre delle macrostrutture componenti la cassa;
- il miglioramento dell'isolamento termo-acustico;
- l'allungamento della cassa con l'adozione di due vestiboli d'accesso e l'aumento della distanza tra i sedili;
- l'adozione di un design più "aggressivo" per le testate del veicolo;
- l'incremento della potenza con l'adozione della versione sovralimentata del motore tipo 221H che già equipaggiava le ALn 668.1500;
- l'innalzamento della velocità massima a 130 km/h;
- l'adozione della trasmissione idrostatica per il comando dei ventilatori dei radiatori dei motori.

### Carrelli
Volendo superare i limiti di confortevolezza e manutenibilità dei carrelli utilizzati sulle ALn 668.1400 e 1500, la FIAT Materfer diede il via nel 1966 al progetto dei nuovi carrelli tipo 7170, impostandoli come un completo ripensamento e rifacimento del modello precedente che si rivelò subito una soluzione estendibile ben oltre alle automotrici per cui erano stati pensati e che ne fece di fatto i capostipiti della cosiddetta "terza generazione di carrelli FIAT".
Le novità introdotte sui carrelli tipo 7170 riguardarono sostanzialmente l'eliminazione delle parti soggette a usura per attrito, che in alcuni casi richiedevano l'onere di una frequente lubrificazione e che dovevano essere necessariamente sostituite dopo qualche centinaio di migliaia di chilometri: in particolare i parasale a strisciamento della sospensione primaria furono sostituiti con boccole a braccio imperniate con silent bloc al telaio del carrello; le molle a balestra della sospensione secondaria furono sostituite con molle a elica alloggiate sopra il telaio del carrello (che assunse così la caratteristica forma a "doppio collo di cigno") in grado di consentire i movimenti trasversali tra cassa e carrello con la loro deformazione laterale e di abolire tutti gli attriti propri delle balestre.
Per la connessione della cassa coi carrelli fu mantenuta la traversa oscillante con ralla piana e pattini, considerandola però una soluzione provvisoria limitata alle automotrici, destinate a percorrere anche linee con curve molto strette che potrebbero compromettere la resistenza a fatica delle molle, in vista della totale eliminazione di questi componenti, che verranno sostituiti nelle successive evoluzioni di questo tipo di carrelli con una sospensione secondaria di tipo "flexicoil integrale", in grado di consentire la rotazione rispetto alla cassa esclusivamente mediante la deformazione delle molle.
L'impianto di frenatura faceva uso di quattro unità frenanti monoblocco bloc-frein tipo Westinghouse P.60, azionanti un singolo ceppo per ciascuna ruota.

### Cassa
La struttura della cassa fu rivista completamente sostituendo innanzitutto il pavimento, costituito da pannelli inseriti tra longherine e traverse sulle ALn 668.1500, con una lamiera grecata ininterrotta, facendo in modo che anche questo componente contribuisse alla resistenza longitudinale del veicolo e isolasse completamente l'interno dalle fonti di rumore (motori, ventilatori ecc.) situate al di sotto.

Oltre al beneficio introdotto dalla lamiera unica l'isolamento termo-acustico del pavimento fu ulteriormente migliorato grazie all'impiego di una più alta densità della lana di vetro rispetto alla serie 1500, che passò da 12 a 30 kg/m³ con un aumento pari al 150%.
I quattro componenti principali della cassa, cioè il telaio, le fiancate e il tetto, furono ridotti a tre conglobando le fiancate con le rispettive metà del tetto e congiungendo queste ultime con un unico giunto longitudinale al centro dell'imperiale, sul quale fu possibile eliminare le longherine con l'introduzione di nervature longitudinali; si cercò inoltre di eliminare il punto debole costituito dagli incroci tra i montanti e le longherine delle fiancate per mezzo di crociere stampate nei cui bracci venivano inseriti montanti e correnti debitamente interrotti.
La cassa fu allungata di oltre un metro rispetto alla serie 1500, portando da 1.600 a 1.680 mm il modulo dei sedili e sdoppiando il vestibolo d'accesso centrale in due parti poste in corrispondenza dei carrelli, rivoluzionando lo spazio a disposizione dei viaggiatori con la creazione di un ambiente di seconda classe al centro del veicolo (32+28 posti separati dai cavedi dei tubi di scappamento) e spostando il compartimento di prima classe (8 posti) sul lato opposto dell'automotrice, allo scopo di allontanarlo dal bagagliaio.
Dal punto di vista estetico furono adottati i finestrini anteriori avvolgenti che seguivano l'andamento della cassa tra la testata e le fiancate e il completo inglobamento dell'intercomunicante nella testata con l'eliminazione dello spiovente del tetto, penalizzando la già scarsa aerodinamicità del veicolo, ma conferendo all'ALn 668.1999 un «aspetto singolare, attraente e aggressivo […] che a detta di molti risultò la più bella ALn 668 mai costruita» (Garzaro, Nascimbene, Automotrici ALn 668, p. 18).

### Motore e trasmissione
L'ALn 668.1999 fu equipaggiata con due motori 221 HS da 158 kW ciascuno, che erano la versione sovralimentata del tipo 221 H installato sulle ALn 668.1500, con il cambio meccanico FIAT a 5 marce e con un rapporto di trasmissione al ponte inversore che consentiva la velocità massima di 130 km/h.
In luogo della trasmissione meccanica sempre in presa usata per il comando dei motori dei ventilatori dei radiatori delle serie 1400 e 1500, con il motore 221 HS fu adottato un sistema di trasmissione idrostatica che consentiva una migliore regolazione della temperatura e l'eliminazione dello spreco di potenza da parte dei ventilatori quando le condizioni ambientali e di servizio non richiedevano la massima portata d'aria.

## Ricadute operative dell'ALn 668.1999
L'ALn 668.1999, oltre a rappresentare un importante banco di prova per le modifiche e i miglioramenti che furono introdotti in maniera sistematica sulle ALn 668 a partire dalla serie 1800, ordinata nel 1970, ebbe un ruolo fondamentale nello sviluppo ferroviario italiano: fu infatti il veicolo su cui venne sperimentato il simulatore di assetto variabile che pose le basi per lo sviluppo della famiglia di elettrotreni Pendolino e sul quale fu montato per la prima volta il carrello FIAT tipo 7170, che nel giro di qualche anno si sarebbe ulteriormente evoluto con l'adozione della sospensione secondaria flexicoil integrale, che lo fece diventare il carrello standard che andò a equipaggiare tutti i rotabili successivi, come le carrozze TEE FS (carrelli F 71), le carrozze europee Eurofima (carrelli Y 270 S), le carrozze UIC-X (carrelli F 75), gli elettrotreni ad assetto variabile ETR.401 ed ETR.450, le locomotive Diesel D.345 e D.445, le locomotive elettriche E.632 ed E.633, fino agli ETR.500.
Le ALn 668.1600, ordinate nel 1968 mentre era in corso la sperimentazione del prototipo dell'ALn 668.1999, poterono beneficiare solo del miglioramento dell'isolamento termoacustico del pavimento grazie alla maggior densità del rivestimento di lana di vetro.
Le ALn 668.1700, ordinate nel 1969, beneficiarono unicamente dell'adozione della trasmissione idrostatica per i ventilatori dei radiatori, introdotta nei servizi ausiliari del nuovo motore IVECO 8217.12, derivato dagli autocarri, che sostituì sia il 221 H delle serie 1500 e 1600 che il 221 HS, il cui impiego rimase limitato esclusivamente alla 1999 e al suo prototipo gemello.
Le ALn 668.1800, ordinate nel 1971, furono le prime a recepire in maniera sistematica le novità sperimentate sull'ALn 668.1999 con l'irrobustimento della cassa ottenuto aumentando la resistenza alla compressione longitudinale a 1500 kN, secondo le disposizioni più aggiornate dell'Unione Internazionale delle Ferrovie (UIC), tramite l'adozione del pavimento in un unico pezzo di lamiera grecata e del cielo senza longherine, sostituite dalle ondulazioni della lamiera del rivestimento, e i nuovi carrelli a doppio collo di cigno senza parti sospese e componenti soggetti a usura per attrito, ulteriormente evoluti con un diverso disegno delle fiancate rispetto a quelli sperimentati sul prototipo.
Le ALn 668.1900, ordinate nel 1973, recepirono infine i miglioramenti alla cassa ispirati all'ALn 668.1999, consistenti nell'allungamento del modulo dei sedili a 1.680 mm, nell'adozione di finestrini più ampi e di due vestiboli simmetrici a tre quarti della cassa che ne comportarono un ulteriore allungamento rispetto alla 1999; furono inoltre ammodernate le testate con i finestrini avvolgenti e senza spiovente anteriore, incorporandovi completamente i dispositivi di intercomunicazione, e la velocità massima fu innalzata a 130 km/h con l'adozione della versione sovralimentata dei motori IVECO 8217, la cui potenza di taratura fu però fissata a 147 kW rispetto ai 158 kW dell'ALn 668.1999.

## Prove e sperimentazioni

### Verifiche funzionali
Durante la permanenza nel DL di Asti, l'ALn 668.1999 compì per quindici mesi, a partire dal settembre 1968, numerose corse di prova e in servizio regolare sulla linea per Chivasso, lasciando l'impianto piemontese solo per brevi periodi nei quali in cui fu trasferita al Servizio Materiale e Trazione FS di Firenze per verifiche ed esperimenti in cui toccò più volte i 145 km/h.
Lo scopo principale della lunga campagna di prove fu lo studio del nuovo carrello FIAT tipo 7170.

### Sperimentazione preliminare dell'assetto variabile
Nella primavera del 1969, a soli quindici mesi dalla pubblicazione dello studio Nuove tecniche per le grandi velocità ferroviarie, a firma del direttore principale della FIAT Divisione Materiale Ferrotranviario professor Franco Di Majo, ebbero inizio le sperimentazioni che permisero di verificare praticamente la fattibilità del sistema di variazione di assetto che, nel giro di poco più di due anni, avrebbe portato alla realizzazione del simulacro di treno ad assetto variabile FIAT Y 0160, progenitore della famiglia di elettrotreni Pendolino.
Partendo dall'assunto che la legge di variazione dell'assetto di un veicolo e la corretta generazione dei relativi segnali di comando poteva essere studiata e verificata lavorando con componenti di dimensioni ridotte rispetto alla soluzione definitiva, i progettisti della FIAT Materfer decisero di equipaggiare l'automotrice ALn 668.1999 con un simulatore di assetto limitato a una sola poltrona, che sarebbe stata spostata con la stessa velocità e nelle stesse posizioni che avrebbe occupato nel movimento della cassa di un veicolo ad assetto variabile.
Il simulatore progettato dall'ingegner Romano Panagin, responsabile dei calcoli e della sperimentazione dell'assetto variabile della FIAT Materfer, era geometricamente identico al meccanismo che avrebbe poi equipaggiato il simulacro Y 0160 e gli elettrotreni Pendolino di serie, ma con la meccanica di rotazione del pianale cassa ridotta a una semplice trave su cui era fissato un sedile al quale venivano fatte assumere inclinazioni trasversali di ±8° rispetto al pavimento, che non subiva alcuna variazione di assetto, per mezzo di un azionamento idraulico, anch'esso funzionalmente identico a quello della versione definitiva.
Il simulatore di assetto, soprannominato dagli sperimentatori "sedia idraulica", alludendo con macabro umorismo alla sedia elettrica, aveva il duplice obiettivo di valutare le reazioni fisiologiche degli sperimentatori che, seduti a turno su di esso dovevano esprimere un giudizio soggettivo sul grado di confortevolezza in curva con il veicolo sottoposto ad accelerazioni trasversali fino a 2,5 m/s2, e di registrare con opportuni strumenti le diverse accelerazioni in curva sulla cassa e sul sedile, sia per avere un confronto con le sensazioni soggettive degli esseri umani, sia per determinare quali fossero i segnali più opportuni per comandare tempestivamente la correzione di assetto del sedile.
Per le corse di prova fu scelta la linea Bra-Ceva, caratterizzata da curve di raggio limitato sulle quali era possibile ottenere le accelerazioni trasversali volute senza il bisogno di raggiungere elevate velocità.
Non essendoci informazioni sul comportamento dinamico dei veicoli ferroviari con accelerazioni trasversali superiori a 1 m/s2, venne dato corso alla sperimentazione salendo gradualmente da 1 a 1,2 m/s2 e così via, registrando i parametri di controllo relativi alla sicurezza (spinte sull'asse e condizioni di svio o di ripage) e alla confortevolezza (accelerazioni centrifughe sulla cassa e sul sedile del simulatore di assetto variabile).
Il primo ciclo di prove portò a verificare che con un'accelerazione di 1,5 m/s2 si avevano ancora notevoli margini di sicurezza e che l'accelerazione sul sedile oscillante rientrava all'interno dei valori normalmente ammessi, ma che il filtraggio necessario per eliminare i disturbi introdotti dalle irregolarità del binario e dal comportamento dinamico del veicolo sul segnale accelerometrico usato per comandare l'inclinazione del sedile introduceva un ritardo di circa un secondo tra l'inizio della curva e l'inizio della variazione di assetto, dando luogo a una tardiva e incompleta compensazione dell'accelerazione laterale che comprometteva il raggiungimento della confortevolezza di viaggio che l'assetto variabile doveva assicurare.
L'intuizione che permise ai tecnici dell'Ufficio Studi della FIAT Divisione Materiale Ferrotranviario, diretto dall'ingegner Oreste Santanera, di eliminare il ritardo nella variazione di assetto, inconveniente che aveva determinato l'insuccesso dei tentativi degli altri costruttori, fu di non affidarsi solamente all'accelerometro, ma di ricorrere al giroscopio per riconoscere con precisione i raccordi di transizione che precedono e seguono le curve e individuare con esattezza i punti di uscita da un rettilineo o da una curva a raggio costante in cui il treno inizia a percorrere detti raccordi.
Il giroscopio fu montato, non senza difficoltà dovute all'estrema delicatezza dello strumento, in modo che seguisse il più fedelmente possibile i movimenti di rotazione verticale dell'assile anteriore, primo componente del veicolo ad affrontare i raccordi di transizione, e il segnale ottenuto in uscita, proporzionale all'angolo che assume l'assile anteriore rispetto al piano orizzontale, venne usato per fornire il consenso all'intervento del dispositivo di variazione dell'assetto della cassa e per correggere il segnale fornito dall'accelerometro, in modo da eliminare il ritardo introdotto dal filtraggio rispetto all'inizio o alla fine effettiva delle curve.
Messo a punto definitivamente il simulatore di assetto variabile con l'aggiunta del giroscopio, si procedette nella sperimentazione innalzando gradualmente l'accelerazione centrifuga fino a 2,5 m/s2, verificando che con questo valore si rimaneva ancora nel campo della sicurezza, ma che la variazione dell'assetto del sedile non sempre garantiva la confortevolezza ottimale del viaggio.
La sperimentazione del simulatore montato a bordo dell'ALn 668.1999 permise in definitiva di ottenere il risultato cercato, cioè di ottenere le informazioni sulla sicurezza necessarie per incrementare senza rischi la velocità in curva e di definire le modalità di correzione dell'assetto, aprendo così la strada al successivo passo sperimentale che avrebbe comportato la costruzione di un simulacro equipaggiato con un dispositivo di variazione assetto analogo per geometria e dotato di attuatori idraulici in grado di ruotare l'intera cassa. Su questo prototipo, denominato FIAT Y 0160 e identico per caratteristiche funzionali al treno ad assetto variabile definitivo (velocità massima di 250 km/h, testate aerodinamiche, alimentazione elettrica a 3 kV e pantografi solidali con i carrelli), fu svolta tutta la sperimentazione che avrebbe portato alla realizzazione dell'ETR.401, primo treno della famiglia Pendolino.

### Riferimenti
1. 1 2 3 4 5 6 7 8 9 10 11 12 13 14  Santanera, I treni Fiat, pp. 89-91.
2. 1 2 3 4 5 6  Garzaro, Nascimbene, Automotrici ALn 668, pp. 16-17.
3. 1 2 3 4 5 6 7  Garzaro, Nascimbene, Automotrici ALn 668, pp. 17-18.
4. 1 2 3 4  Garzaro, Nascimbene, Automotrici ALn 668, pp. 26-27.
5. 1 2 3 4 5 6 7  Nascimbene, ALn 668 1600, pp. [39-40].
6. 1 2  Di Iorio, Dalle "sedici", pp. 13-14.
7. ↑  Panagin, La vera storia, pp. 7-12
8. ↑  Santanera, I treni Fiat, p. 132.
9. 1 2 3  Di Iorio, Dalle "sedici", p. 12.
10. 1 2 3  Garzaro, Nascimbene, Automotrici ALn 668, pp. 62-64.
11. 1 2 3 4 5 6  [Di Majo], Nascimbene, Pendolino, pp. [4-5].
12. 1 2 3 4  Panagin, La vera storia, pp. 7-8
13. 1 2  Modesti, Nascimbene, Intuizione, pp. 8-10.
14. 1 2 3 4  Garzaro, Nascimbene, Automotrici ALn 668, pp. 25-29.
15. ↑  Garzaro, Nascimbene, Automotrici ALn 668, pp. 20-24.
16. ↑  Garzaro, Nascimbene, Automotrici ALn 668, pp. 96, 98.
17. 1 2  Nascimbene, La maturità (I), pp. [30-31].
18. ↑  Di Iorio, Dalle "sedici", pp. 14-15.
19. ↑  Di Iorio, Dalle "sedici", pp. 15-17.
20. ↑  Nascimbene, La maturità (I), pp. [32-33].
21. ↑  Modesti, Nascimbene, Intuizione, pp. 7-8.
22. 1 2  Panagin, La vera storia, pp. 10-11.
23. ↑  [Di Majo], Nascimbene, Pendolino, pp. [2-3].
24. 1 2  [Di Majo], Nascimbene, Pendolino, pp. [3-4].
25. 1 2 3 4  Panagin, La vera storia, pp. 11-12.